# 타나베 세이이치
다나베 세이이치(田辺 誠一, 1969년 4월 3일 ~ )는 일본의 배우, 영화 감독이다.

## 약력
- 도쿄도에서 태어난 후 4살 때까지 야마구치현 오고리 정에서 자란 뒤 다시 도쿄로 상경하였다.[1]
- 양친 모두 야마구치 현 출신.
- 1985년, 16세 때 ‘Art Project Swim’를 결성하여, 스스로 제작한 영화, 그림, 소설, 사진 등의 창작활동을 펼친다.
- 1987년, 제2회 《맨즈 논노》 전속 모델로 뽑혀 모델 데뷔. 1994년까지 모델로서 활동하였다.
- 1992년, 배우 데뷔. 처음에는 심야 시간대에서 주로 활동하지만, 조금씩 배우로서의 평가가 높아지고, 영화나 광고 출연도 늘어간다.
- 일본과 프랑스에서 동시에 개봉한 영화 《해시!》에서 동성애자로 호연. 이 작품은 키네마 순보 일본영화부문에서 2위에 랭크되었고, 다나베도 배우 생활 중 가장 많은 상을 수상하였다.
- 1999년에는 처음으로 메가폰을 잡은 영화 《dog-food》가 베를린 국제 영화제에 정식으로 초청 받는다. 시부야 유로 스페이스에서 개봉.
- 2002년, 배우 오오츠카 네네와 결혼하였다.
- 주연 드라마 《삼대 아케치 고고로~오늘도 아케치가 살해 당한다~》에서는 코미디 부분의 각색과 구성 제작진으로 참여하였다.

## 출연

### 드라마
| - 1992년 《뜨거운 설렘》 - 1992년 《계속 당신을 좋아했습니다》 - 1993년 《LA QUISINE》 - 1993년 《영화같은 사랑을 해보고 싶어》 - 1993년 《아스나로 백서》 - 1994년 《쿠니씨 집의 마녀들》 - 1994년 《꿈꾸는 시절이 흘러가도》 - 1995년 《스테이션》 - 1995년 《여름! 파티 이야기》 - 1995년 《임신입니다2》 - 1995년 《미스 다이아몬드》 - 1995년 《그 때로 돌아가고 싶어》 - 1996년 《두 사람의 시소게임》 - 1997년 《사이코메트러 EIJI》 - 1997년 《상쾌한 사랑》 - 1997년 《유리가면》 - 하야미 마스미 역 - 1998년 《달콤한 결혼》 - 1998년 《유리 가면2》 - 하야미 마스미 역 - 1998년 《도쿠가와 게이키》 - 후지타 소시로 역 - 1998년 《붉은 꽃》 - 1999년 《사랑의 기적》 - 1999년 《유리 가면 스페셜》 - 하야미 마스미 역 - 1999년 《라센》 - 1999년 《달려라! 노보세몬》 - 2000년 《교고쿠 나쓰히코 괴》 - 2000년 《월하의 기사》 - 2000년 《푸드 파이트》 - 2001년 《2001년의 남자운》 - 아마하 요시유키 역 - 2001년 《R-17》 - 2001년 《야마다 후타로 계략 사건 조-경시청 초지로부터- 》 - 2001년 《연인은 스나이퍼》 - 2001년 《오라가하루》 - 2002년 《프리티걸》 - 2002년 《잠복》 - 이시이 역 - 2002년 《잠들 수 없는 밤을 안고》 - 2002년 《꿈의 캘리포니아》 | - 2002년 《결혼 도둑》 - 2002년 《나이트 하스피탈》 - 2003년 《너는 펫》 - 하스미 시게히토 역 - 2003년 《주신구라~결단의 때》 - 시미즈 역 - 2004년 《인간의 증명》 - 2004년 《미나미군의 연인》 - 2004년 《선인장 저니》 - 2004년 《개라고 불린 남자》 - 야나기사와 요시야스 역 - 2005년 《이혼 변호사2~핸섬 우먼~》 - 2005년 《웃기는 세자매》 - 2005년 《오오쿠~화의 란~》 - 2006년 《사토미 팔결전》 - 아보시사 모지로 역 - 2006년 《쓰레기 변호사》 - 오쓰카 헤이타 역 - 2006년 《푸른 묘점》 - 2006년 《다멘즈 워커》 - 2007년 《루리의 섬 스페셜2007》 - 2007년 《풍림화산》 - 오야마다 노부아리 역 - 2007년 《호텔리어》 - 오가타 고헤이 역 - 2007년 《어깨너머의 연인》 - 가키자키 유스케 역 - 2008년 《히트 메이커 아쿠 유 이야기》 - 아쿠 유 역 - 2008년 《최후의 전범》 - 2008년 《꽃의 자랑》 - 데라이 오리노스케 역 - 2009년 《하늘을 나는 타이어》 - 사와다 유타 역 - 2009년 《신의 물방울》 - 도미네 잇세이 역 - 2009년 《트윈 스피카》 - 사노 다카히토 역 - 2009년 《기골의 판결》 - 2009년 《소공녀 세이라》 - 아란 유키오 역 - 2010년 《853~형사 가모 신노스케》 - 무토 유사쿠 역 - 2010년 《삼대 아케치 고고로~오늘도 아케치가 살해 당한다~》 - 아케치 주고로 역 - 2010년 《엄마의 마지막 하루》 - 하야마 의사 역 - 2011년 《TARO의 탑》 - 오카모토 잇페이 역 - 2011년 《돈도하레 스페셜》 - 다카기 도시유키 역 - 2011년 《11명이나 있어!》 - 사나다 미노루 역 - 2011년 《조화의 꿀》 - 하시바 유이치 역 - 2012년 《형사 구로카와 스즈키》 - 시라이시 역 - 2012년 《37세에 의사가 된 나》 - 2013년 《라스트 호프》 - 2014년 《세상의 소금》 - 2014년 《TEAM ~경시청 특별범죄 수사 본부~》 - 시마노 마코토 역 - 2014년 《디어 시스터》 - 사쿠라바 소이치 역 |

### 영화
| - 1995년 《겨울의 갓파》 - 1996년 《아지랑이2》 - 1998년 《4월 이야기》 - 1998년 《MIND GAME》 - 1998년 《BLUES HARP》 - 1998년 《격련한 계절》 - 1999년 《아쓰모노》 - 2000년 《링0 버스데이》 - 도야마 히로시 역 - 2000년 《교고쿠 나쓰히코 괴 7인 미사키》 - 2001년 《해시!》 - 2002년 《해충》 - 2002년 《전설의 악어 제이크》 - 2003년 《환생》 - 2003년 《안녕, 쿠로》 - 2003년 《라이프 이즈 저니》 - 2004년 《게게》 - 2004년 《한오치》 - 2004년 《전설의 악어 제이크》 | - 2004년 《연인은 스나이퍼 극장판》 - 2004년 《사랑의 문》 - 2004년 《약 서른개의 거짓말》 - 2004년 《또 다른 날의 치카》 - 2004년 《플릭》 - 2005년 《인 더 풀》 - 2005년 《세상의 끝》 - 2005년 《스쿨 데이즈》 - 2006년 《내일의 기억》 - 2006년 《아타고오루는 고양이의 숲》 - 2006년 《NANA 2》 - 2008년 《나를 둘러싼 것들》 - 2008년 《해피 플라이트》 - 2009년 《소년 메리켄사쿠》 - 2009년 《블랙회사에 다니고있지만, 이제 나는 한계일지도 모른다》 - 2010년 《LIAR GAME The Final Stage》 - 2011년 《진 왈츠》 - 2011년 《렌웨이☆비트》 - 2014년 《종이 달》 - 우메자와 마사후미 역 - 2015년 《러브 뱀파이어》 - 리키히코 역 - 2020년 《동백정원》 |

### 애니메이션
- 케로로 군조 (TV 도쿄, 2011년 2월 19일)

### 버라이어티
- 《톱 러너》 (NHK, 2001년 ~ 2002년) - 사회
- 《아름다운 지구의 찬가》 (BS JAPAN, 2010년 5월 22일)
- 《히토시 마쓰모토의 ○○한 이야기》 (후지 TV, 2011년 2월 4일·11일)

## 감독 활동
- 1999년 《DOG-FOOD》 각본, 감독
  - 베를린 영화제 포럼부문 정식 초청작
- 2003년 《라이프 이즈 저니》 각본, 감독

## 수상
- 《BLUES HARP》
  - 1998년 제8회 일본영화프로페셔널대상 신인장려상
- 《해시!》, 《해충》
  - 2002년 제27회 호치영화상 최우수남우주연상
- 《해시!》
  - 2002년 제24회 요코하마 영화제 남우주연상
  - 2003년 제17회 다카사키영화제 최우수남우주연상